# リムーバブルメディア

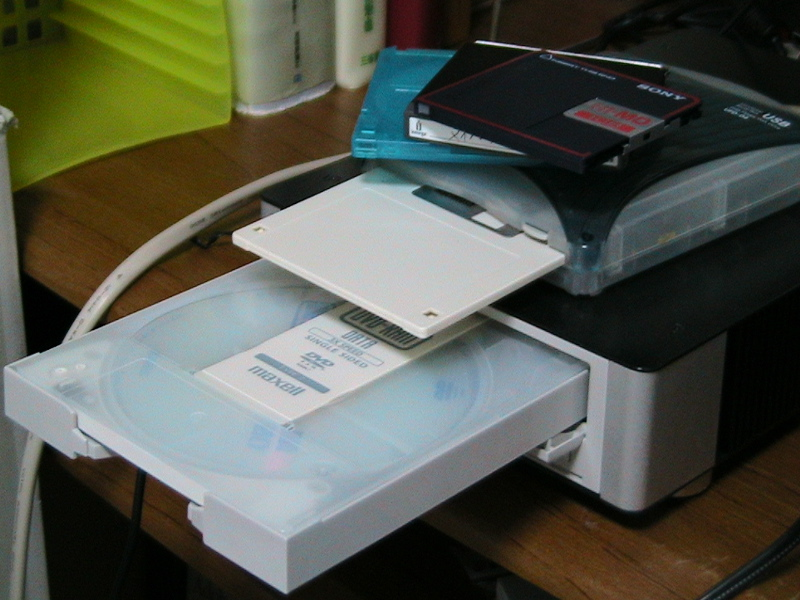
各種リムーバブルメディア

リムーバブルメディア (Removable media) とは補助記憶装置の一種で、記録媒体を駆動装置（ディスクドライブ）から容易に取り外すことのできるもののことをいう。特にディスクメディアをリムーバブルディスクと呼称する。
フロッピーディスクやMO、CD-Rやフラッシュメモリーなどがリムーバブルメディアにあたる。リムーバブルメディアドライブは本稿で記述するものと同様のものだが、まれに外付けのメディアドライブをさす場合がある。本記事で使用している写真は外付けのメディアドライブである。
リムーバブルメディアは狭義にはカートリッジとディスクで構成された記録媒体を指す。さらに、「リムーバブルメディア」という言葉は一般に「フロッピーディスク」より後に広まった言葉であるため、フロッピーを含まないという考えもある。
広義にはホットスワップやプラグアンドプレイが可能な外部ストレージも含めてこう呼ぶ。IDEインターフェイス以外のリムーバブルハードディスクドライブケースやiVDR、マイクロドライブ、USBメモリ、IEEE 1394外付けハードディスクさえもがこれにあたる。

## 取り外せることの利便性

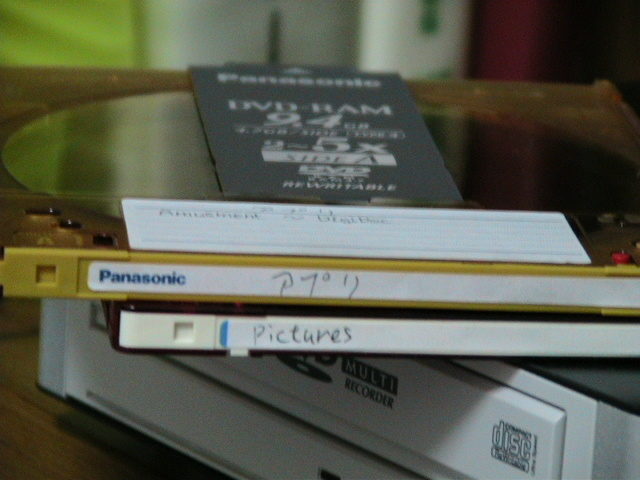
ラベルを用いた分類例

記録媒体が取り外せるということはドライブの重量分だけ軽くなり、携帯に便利になる。また、記憶容量の追加を行う際は記録媒体だけを買い足せば済むため経済的でかつ省スペースとなる。

### リムーバブルメディアの用例
データの配布・受け渡し
単価が高価で巨大かつ環境に対しデリケートなハードディスクを渡すより、1枚あたりの単価が低廉なリムーバブルメディアの方が手軽。また、メディアによってはWrite Once Read Many（追加書き込み不可、読み取りのみ可）に設定することができる）ので、記録内容の改竄を防止できる。
データの持ち運び
自宅で作成したデータを勤務先へ持ち運ぶ。リムーバブルメディアはコンパクトで軽いため持ち運びが楽。また、耐衝撃性にも優れる。
ストレージの容量確保
あまり使わないが削除したくないデータをリムーバブルメディアに退避することで、普段使用しているストレージの空き容量を確保できる。
セキュリティ向上
コンピュータを起動している間コンピュータウイルスやクラッキングの影響を受けるハードディスクとは違い、必要なときにだけ接続するためこれらの影響を受けにくい。
故障に備える
ドライブが故障してしまうと復旧が困難または不可能なハードディスクに対し、ドライブだけの故障ならドライブを買い替えれば済む。例えば、ハードディスクは雷サージを受けるとデータを損失することがあるが、リムーバブルメディアはメディアが取り出されていればドライブの交換だけで済み、データを損失することはない。
プログラムキー
プログラムを起動するために必要なキーをリムーバブルメディアに入れることにより、特定の装置または特定の人のみが該当するプログラムを使用することができる。建築設計用ソフトなどに見られる。

## 種類
リムーバブルメディアの種類は実に多いが、磁気テープ系、フロッピーディスク系、ハードディスク系、光磁気ディスク系、光ディスク系、メモリ系とに大別できる。

### 磁気テープ系
ストリーマを用い、磁気テープに記録する。媒体の性質上、シーケンシャルアクセスしかできず、読み書きの速度も比較的遅い。ドライブ自体は高価だが、媒体がその価格に比して大容量であるのが特徴。主にサーバ向けのシステム・データのバックアップに用いられる。
- テープドライブ
- QIC
- DAT(DDS)
- DLT
- VXA
- AIT
- LTO

### 磁気ディスク系

#### フロッピーディスク系
フィルム状の磁気ディスクに記録する。
- フロッピーディスク
- クイックディスク
- スーパーディスク
- Bernoulliディスク
- Zip

#### ハードディスク系
ハードディスクの技術をそのまま流用しているため大容量、高速なアクセスが特徴。

##### リムーバブルハードディスク
ハードディスクのディスクのみで構成されるメディア。
- SQ327
- EZ135
- ezflyer
- SparQ
- SyJet
- Jaz
- PocketZip
- ORB
- REV

##### リムーバブルハードディスクドライブ
1台のハードディスクをカートリッジに収めたメディア。
- モバイルディスク
- PocketZipPCカード
- マイクロドライブ
- Peerless
- iVDR
- Tandberg RDX

### 光磁気ディスク系
レーザーと磁気を用いて記録し、レーザーで再生する。記録技術のなかで最も耐久性に秀でている。主に長期保存用として使用される。
- MO
- ミニディスク
- Hyper Storage

### 光ディスク系
カートリッジに収められていないものが多い。CD、DVD（DVD-RAMを除く）、BD（BD-REを除く）はドラッグ&ドロップによる記録が出来ない、シーケンシャルアクセスしかできないためシークが頻発する場合に顕著な速度の低下が起きる、ディスクの面寸法が大きいなどの欠点はあるが、パソコンに標準搭載されることが多く、メディア単価も低い。
- CD
  - CD-ROM
  - CD-R
  - CD-RW
- DVD
  - DVD-ROM
  - DVD-R
  - DVD-RW
  - DVD+R
  - DVD+RW
  - DVD-RAM
- Phase-change Dual
- Ultra Density Optical
- Professional Disc
- Blu-ray Disc
- HD DVD
- HVD

### メモリ系

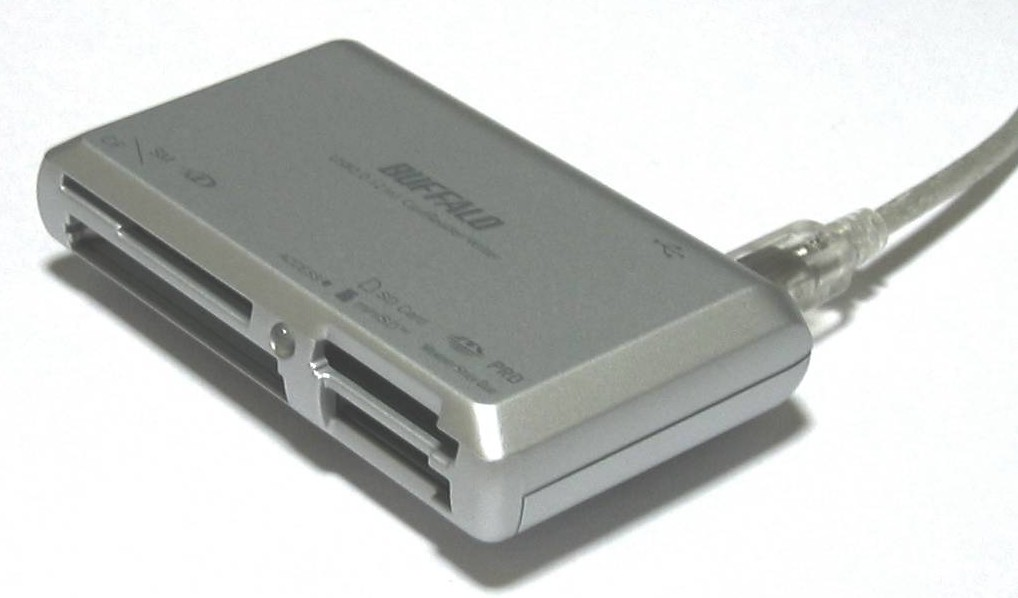
メモリーカードリーダライタ

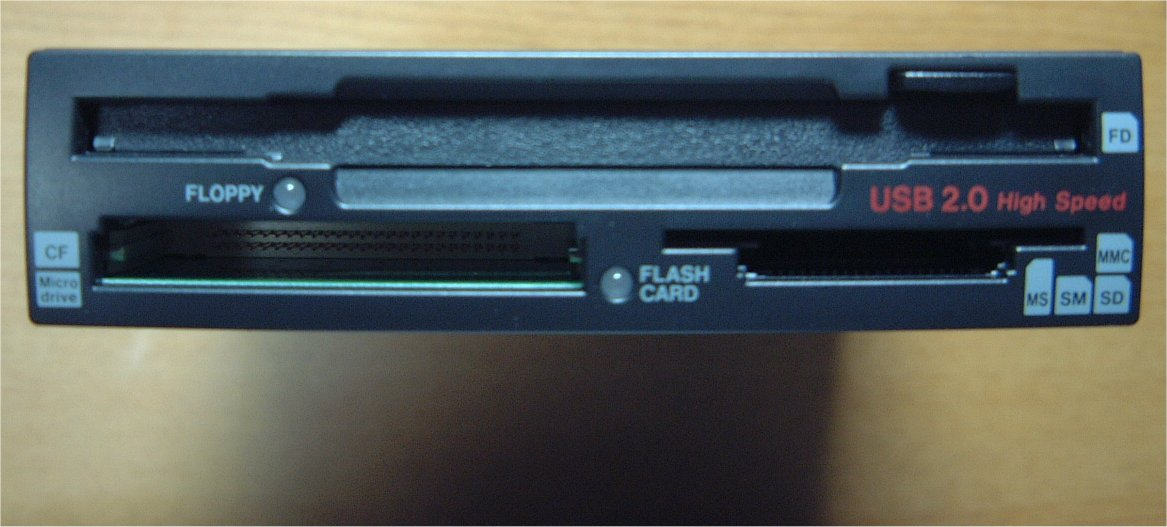
フロッピードライブにメモリーカードリーダライタを併設した商品

駆動部がなく、また電気的に読み書きするため高速なアクセスが可能なメディア。高速なアクセスが要求されるシーンでよく用いられる。また、メモリーカードは他のメディアに比べ非常に小型であることから、デジタルカメラや携帯電話（画像データや音楽データの保存）などに広く使われている。
多くはフォーマット的にハードディスクと同等が基本。USBメモリのように手軽に使えるものもあり、データを持ち出して利用する際にもよく使われる。書き換え可能なものについては、約10万回から100万回の書き換えができる。
また、一部の組み込み向けシステムなどにおいては、フラッシュメモリ上にOS・アプリケーションの全データを格納し、HDDの代替品として使用している例もある。
- スマートメディア
- コンパクトフラッシュ
- SDメモリーカード
- メモリースティック
- xDピクチャーカード
- SRAMカード
- ロムカセット
- USBメモリ

## メディアの装填
メディアをドライブに装填する方法は、ドライブやメディアの種類により異なる。
キャディ方式
CDドライブにおいて、ドライブからふた付きのトレイを取り外し、トレイのふたを開けてディスクをセットし、ふたを閉めてドライブに戻すタイプのもの。操作手順は他の方式に比べて煩雑になる。
トレイ方式

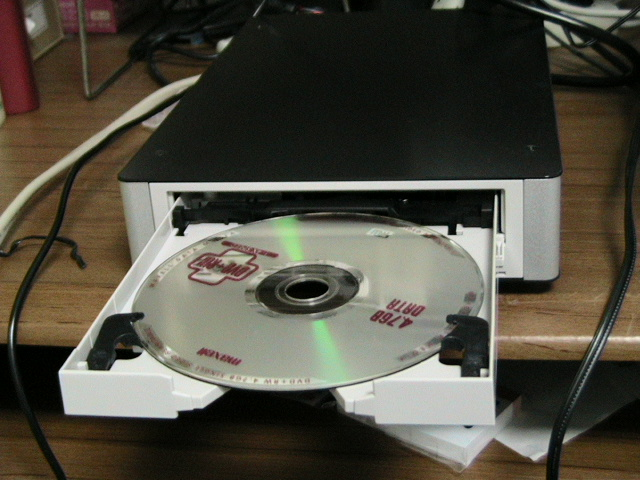
トレイ方式ドライブ

取り出しボタンを押すとドライブから取り外しできないトレイが排出され、それにメディアにセットし、再度取り出しボタンを押してトレイを戻すタイプ。トレイローディング方式ともいい、主にCDやDVDドライブで用いられる。トレイの排出にはモーターを利用するものと、ばねの力を利用するものとがある。後者の「ばねの力を利用するもの」はモーターが不要であることから小型軽量化が容易で、ノートパソコンなどで多く用いられている。PlayStation 2、Xbox、Xbox 360でも採用。
スロットイン方式

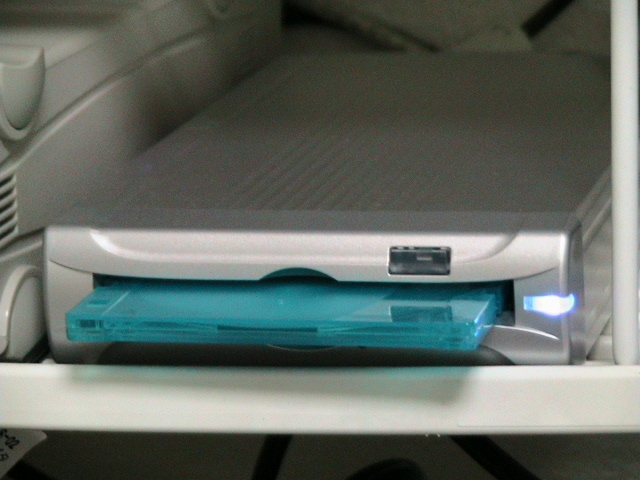
スロットイン方式ドライブ

ドライブの挿入口にメディアをそのまま押し込む方式のもの。自分で装填することからセルフローディングまたはフロントローディングとも。主にフロッピーやMOなど、カートリッジ入りのメディアで利用される。最後まで自分で押し込むものと、途中まで押し込むとモーターが自動的に引き込むタイプがある。後者の「途中まで押し込むとモーターが自動的に引き込むタイプ」は無理な力を加えると破損しかねないため、ディスクがむき出しのCDやDVDのドライブに多く用いられている。取り出しはばねの力で押し出すものとモーターが繰り出すものとがある。カーオーディオなどで多く用いられているが、据え置きゲーム機では耐久性やいたずら対策の問題からPlayStation3、Wiiなどをはじめとしたほぼすべてのディスクドライブに搭載される傾向にある。特にPlayStationはスロットイン式のまま独自製造を行って搭載する傾向にあるが、Xboxは汎用ドライブを搭載する傾向にある。
トップローディング方式
装着部の上部を手動で開き、メディアを装着する。この方式のメリットは、トレイ方式やスロットイン方式のように複雑なメカニズムが不要で、製造コストや重量を削減できる。このためトップローディング方式は、低価格な機器で採用されることが多い。Discman（ディスクマン）方式ともいう。
シェルトップローディング方式

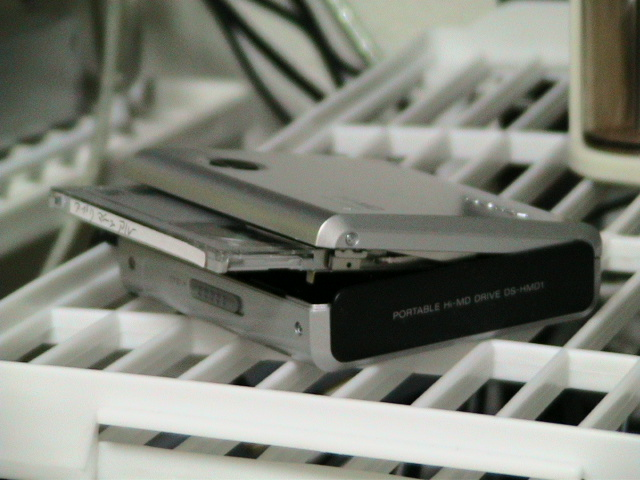
シェルトップローディング方式ドライブ

オープンシェルローディングともいう。ドライブの上面または側面がふたになっており、取り出しレバー（ボタン）を引く（押す）と貝殻のように開き、ふたとドライブの間に、奥までメディアを押し込んでふたを閉じる方式のもの。PlayStation Portableや、ポータブルCDプレーヤー、MDプレーヤーに多く採用されている。現行のノートパソコンでも採用例があり、重量削減と横方向の開口部をなくすことで強度が確保できるとしている。ドライブの小型化が容易で、メディアより少し大きめのサイズで設計できる。中にはワンタッチイジェクトといって、取り出しレバーを引くだけでふたが全開まで開くものもある。通常はレバーを引いてふたを半開させ、手で全開まで開ける必要がある。